# ماتياس سانتوس
ماتياس سانتوس (بالإسبانية: Matías Santos)‏ (11 مارس 1994 بمونتفيدو في الأوروغواي - ) هو لاعب كرة قدم أوروغواني في مركز الوسط. لعب مع مونتيفيديو واندررز.

## وصلات خارجية
- ماتياس سانتوس على موقع قاعدة بيانات كرة القدم.إي يو (الإنجليزية)
- ماتياس سانتوس على موقع Soccerway.com (الإنجليزية)
- ماتياس سانتوس على موقع AS.com (الإسبانية)